# Sherow Artist Society
Chateau Agency es una compañía discográfica independiente japonesa fundada en 2006 por el cantante Kamijo, anteriormente establecida bajo el nombre Applause Records (2000-2006) y Sherow Artist Society (2006-2015)

## Historia
Applause Records fue un sello discográfico independiente fundado en el año 2000 por Kamijo especialmente para sus lanzamientos como solista dentro de Lareine. En 2006 finalizó sus actividades y las recomenzó bajo el nombre Sherow Artist Society manteniendo el de sus estudios de grabación (Applause Records Studio). Posteriormente, a partir de 2014, la compañía sufrió un nuevo cambio de nombre para denominarse actualmente CHATEAU AGENCY.

## Bandas bajo el sello
- Versailles[1]
- Matenrou Opera[1]
- Hizaki Grace Project[1]
- MU